# 극근군왕
다라극근군왕(중국어: 多羅克勤郡王, 만주어: ᡩᠣᡵᠣᡳ 
ᡴᡳᠴᡝᡥᡝ 
ᡤᡳᠶᡡᠨ 
ᠸᠠᠩ Doroi kicehe giyūn wang)은 청나라의 세습군왕이다. '극근(克勤)'는 만주어 'kicehe(키처허)'를 의역한 것으로, '근면한'을 뜻한다. 
다이샨의 장남 아이신기오로 요토는 숭덕(崇德) 원년(1636) 4월 홍타이지에 의해 성친왕(成親王)의 칭호를 수여받았다. 숭덕 2년 8월, 버이서(貝子)으로 강등(降等)되었다. 사후에 극근군왕(克勤郡王)의 칭호를 추봉(追封)되었다. 2대 나낙혼(羅洛渾)가 연희군왕(衍禧郡王, 만주어: ᡩᠣᡵᠣᡳ 
ᡶᡝᠩᡧᡝᠩᡤᡝ 
ᡤᡳᠶᡡᠨ 
ᠸᠠᠩ doroi fengšengge giyūn wang)의 칭호를 수여받았다. 3대 나과탁(羅科鐸)부터가 평군왕(平郡王, 만주어: ᡩᠣᡵᠣᡳ 
ᠨᡝᠴᡳᠨ 
ᡤᡳᠶᡡᠨ 
ᠸᠠᠩ doroi necin giyūn wang)에 봉해졌다. 건륭제때 다시 평군왕에서 극근군왕으로 돌아오고, 훗날 작위 세습을 허락 받아, 청나라 8대 철모자왕 중 하나가 되었고, 양홍기의 기주(旗主)가 되었다. 

## 역대 극근군왕가(克勤郡王家) 가주
|    | 봉호               | 시호   | 이름                    | 가계          | 재위년도        | 기록                                                                            |
| -- | ------------------ | ------ | ----------------------- | ------------- | --------------- | ------------------------------------------------------------------------------- |
| 1  | 패자(貝子)         |        | 악탁(岳託) Yoto         | 다이샨의 장남 | 1636년 ~ 1639년 | 극근군왕(克勤郡王)로 추봉됨                                                     |
| 2  | 연희군왕(衍禧郡王) | 개(介) | 나낙혼(羅洛渾) Lolohun  | 악탁의 장남   | 1644년 ~ 1646년 |                                                                                 |
| 3  | 평군왕(平郡王)     | 비(比) | 나과탁(羅科鐸) Lokodo   | 나낙혼의 장남 | 1646년 ~ 1682년 |                                                                                 |
| 4  | 평군왕(平郡王)     |        | 눌이도(訥爾圖) Nertu    | 나과탁의 4남  | 1683년 ~ 1687년 | 1687년 작위 박탈                                                                |
| 5  | 평군왕(平郡王)     | 도(悼) | 눌이복(訥爾福) Nerfu    | 나과탁의 6남  | 1687년 ~ 1701년 |                                                                                 |
| 6  | 평군왕(平郡王)     |        | 눌이소(訥爾蘇) Nersu    | 눌이복의 장남 | 1701년 ~ 1726년 | 1726년 작위 박탈                                                                |
| 7  | 평군왕(平郡王)     | 민(敏) | 복팽(福彭)              | 눌이소의 장남 | 1726년 ~ 1749년 |                                                                                 |
| 8  | 평군왕(平郡王)     | 희(僖) | 경명(慶明) Kingming     | 복팽의 장남   | 1749년 ~ 1750년 |                                                                                 |
| 9  | 극근군왕(克勤郡王) | 양(良) | 경항(慶恆) Kingheng     | 눌이소의 손자 | 1750년 ~ 1779년 | 1750년 ~ 1762년: 극근군왕 1762년 ~ 1775년: 패자(貝子) 1775년 ~ 1779년: 극근군왕 |
| 10 | 극근군왕(克勤郡王) | 장(莊) | 아랑아(雅朗阿) Yalangga | 눌이도의 손자 | 1780년 ~ 1795년 |                                                                                 |
| 11 | 극근군왕(克勤郡王) |        | 항근(恆謹)              | 아랑아의 장남 | 1794년 ~ 1799년 | 1799년 작위 박탈, 불입팔분보국공(不入八分輔國公)로 강봉(降封)됨                 |
| 12 | 극근군왕(克勤郡王) | 간(簡) | 상격(尙格)              | 아랑아의 손자 | 1799년 ~ 1833년 |                                                                                 |
| 13 | 극근군왕(克勤郡王) | 각(恪) | 승석(承碩)              | 상격의 차남   | 1833년 ~ 1839년 |                                                                                 |
| 14 | 극근군왕(克勤郡王) | 경(敬) | 경혜(慶惠) Kinghui      | 승석의 아들   | 1840년 ~ 1861년 |                                                                                 |
| 15 | 극근군왕(克勤郡王) | 성(誠) | 진기(晋祺)              | 경혜의 장남   | 1861년 ~ 1900년 |                                                                                 |
| 16 | 극근군왕(克勤郡王) | 순(順) | 숭걸(崧杰)              | 진기의 아들   | 1900년 ~ 1910년 |                                                                                 |
| 17 | 극근군왕(克勤郡王) |        | 안삼(晏森)              | 숭걸의 아들   | 1910년 ~ ?      |                                                                                 |

## 같이 보기
- 철모자왕